# Гребен (округ)
Округ Гребен (грч. Νομός Γρεβενών) је округ у периферији Западна Македонија и историјској покрајини Македонији, у северној Грчкој. Управно средиште округа је истоимени град Гребен.
Округ Гревена је успостављен 2011. године на месту некадашње префектуре, која је имала исти назив, обухват и границе.

## Природне одлике
Округ Гребен је један од континенталих округа у Грчкој, што значи да је са свих страна окружен другим окрузима (погледати: Окрузи Грчке). На северу се овај округ граничи са округом Костур, на североистоку са округом Кожани, на истоку са округом Лариса, на југу са округом Трикала, а на западу са округом Јањина.
Највећи део округа је планински са висинама од преко 1.000 m. Доминантна планина је средишња планина Пинд у западној половини префектуре са највишим врхом на 2.249 m. На југу је Хасија, на североистоку Црвена Гора (Вуринос) и на југоистоку Камбуница (Камвунија). Средишњи део је нешто нижи и равнији. Ту се налазе долине најважнијих река Бистрице (Алиакмонас) и Гребенске реке (Гревенитикос).
Клима у округу Гребен је због знатне висине и затворености области ка приморју континентална, да би на још већим висинама прешла у још оштрију планинску климу.

## Историја
У доба антике ова област је била постала значајна после освајања од стране античке Македоније. У каснијим епохама долази владавина Римљана, затим Византинаца и на крају Османлија. Иако су месни Грци били веома активни током свих побуна против Турака, ово подручје поново постало део савремене Грчке тек 1913. г. Исте године образована је велика префектура са средиштем у Кожанима, из које су се касније (1947. г.) издвојили данашњи окрузи: Лерин, Костур, Гребен и Кожани. Други светски рат и Грађански рат у Грчкој су тешко погодили ову област. Округ је протеклих деценија био осавремењен, али и данас слови за сиромашно и забачено подручје у земљи. Због тога је овај округ био тешко погођен сталним исељавањем становништва током протеклих деценија. Градња савременог ауто-пута трасом некадашњег пута Игњација даје боље наде за будућност.

## Становништво
По последњем попису из 2021. године округ Гребен је имао око 27.000 становника, од чега око 40% живи у седишту округа, граду Гребену.
Етнички састав: Главно становништво округа су Грци, али поред њих постоји аромунска мањина. Аромунска заједница као национална мањина у Грчкој није призната од стране грчке државе.
Густина насељености је свега 17 ст./км2, што је најмања вредност међу окрузима и озбиљно мање од просека Грчке (око 80 ст./км2). Средишња висораван око Гребена је нешто боље насељена него околне планине.

## Управна подела и насеља
Округ Гребен се дели на 2 општине:
1. Гребен (грч. Δήμος Γρεβενών)
2. Дескати (грч. Δήμος Δεσκάτης)

Гребен је највеће насеље и једини значајан град (> 10.000 ст.) у округу.

## Привреда
Гребенски округ је традицонално био познат по сточарству, крзну и кожи. Данас се месна привреда све више окреће екотуризму.